# Стрелецкий (Тульская область)
Стрелецкий — посёлок в Одоевском районе Тульской области России.
В рамках административно-территориального устройства является центром Стрелецкой сельской администрации Одоевского района, в рамках организации местного самоуправления — административный центр сельского поселения Южно-Одоевское.

## География
Расположен в 17 км к югу от райцентра, посёлка городского типа Одоев, и в 80 км к юго-западу к областного центра, г. Тулы.

## Население
| 2002 | 2010 |
| ---- | ---- |
| 630  | ↗716 |